# Heliodoro (nombre)
Heliodoro es un nombre propio masculino de origen griego en su variante en español. Procede del griego Ήλιόδωσος, de ῆλιος (sol) y δῶρον (don, regalo), por lo que quiere decir «don del sol», «regalo del sol».

## Santoral
- 3 de julio: San Heliodoro, confesor y obispo.

## Variantes
- Femenino: Heliodora.

| Variantes en otras lenguas | Variantes en otras lenguas |
| -------------------------- | -------------------------- |
| Español                    | Heliodoro                  |
| Alemán                     | Heliodorus                 |
| Catalán                    | Heliodor                   |
| Euskera                    | Eludor                     |
| Francés                    | Héliodore                  |
| Griego                     | Ήλιόδωσος (Hêliódôros)     |
| Holandés                   | Heliodorus                 |
| Inglés                     | Heliodorus                 |
| Italiano                   | Eliodoro                   |
| Latín                      | Heliodorus                 |
| Lituano                    | Heliodoras                 |
| Polaco                     | Heliodor                   |
| Portugués                  | Heliodoro                  |
| Rumano                     | Heliodor                   |
| Ruso                       | Гелиодор (Geliodor)        |